# Пилсудский, Юзеф Винцент
Ю́зеф Винце́нт Пётр Пилсу́дский (пол. Józef Wincenty Piotr Piłsudski; 22 февраля 1833, Рапшаны (ныне Аникщяйский район, Литвы) — 15 апреля 1902, Санкт-Петербург) — деятель Польского восстания 1863 года.
Отец маршала Юзефа Пилсудского, первого главы возрождённого Польского государства.

## Биография
Юзеф Винцентий Петр Пилсудский с герба Костеша, вариант Пилсудского, родился 22 февраля 1833 года в Рапшане Вилкомежского уезда в семье Петра Павла Пилсудского и Теодоры Уршулы Отилии, урожденной Бутлер.
Шляхтич. Происходил из древнего литовского рода Гинетовичей, известных с 1413 года — после Грюнвальдской битвы они получили в Городло герб Заремба.
Обучался в Агрономическом институте в Могилёвской губернии. Во время восстания 1863 года был комиссаром Национального правительства (пол. Rząd Narodowy) в Ковенском уезде.
22 апреля 1863 года женился на Марии Биллевич из известного великолитовского дворянского рода герба Могила и получил в приданое, кроме денег, имения Адамово и Зулов (пол. Zułów, лит. Zalavas) Свенцянского уезда Виленской губернии — под Вильной, а также около 12000 га земли.
Однако со временем утратил всё своё состояние и имения. Семья Пилсудских поселилась в Вильне.
В браке с Марией родились 12 детей:
- Хелена (1864—1917)
- Софья (1865—1935)
- Бронислав (1866—1918), деятеля революционного движения и этнографа
- Юзеф (1867—1935)
- Адам (1869—1935), вице-президент города Вильно, сенатор Польши
- Казимир (1871—1941)
- Мария (1873—1921)
- Ян (1876—1950), государственный деятель
- Людвик (1879—1924)
- Каспер (1881—1915)
- Петр и Теодора, близнецы, умершие в 1882.